# H1N1
A 2009-es új influenza vírusáról szóló fő szócikket lásd itt: H1N1/09 pandemikus vírus.

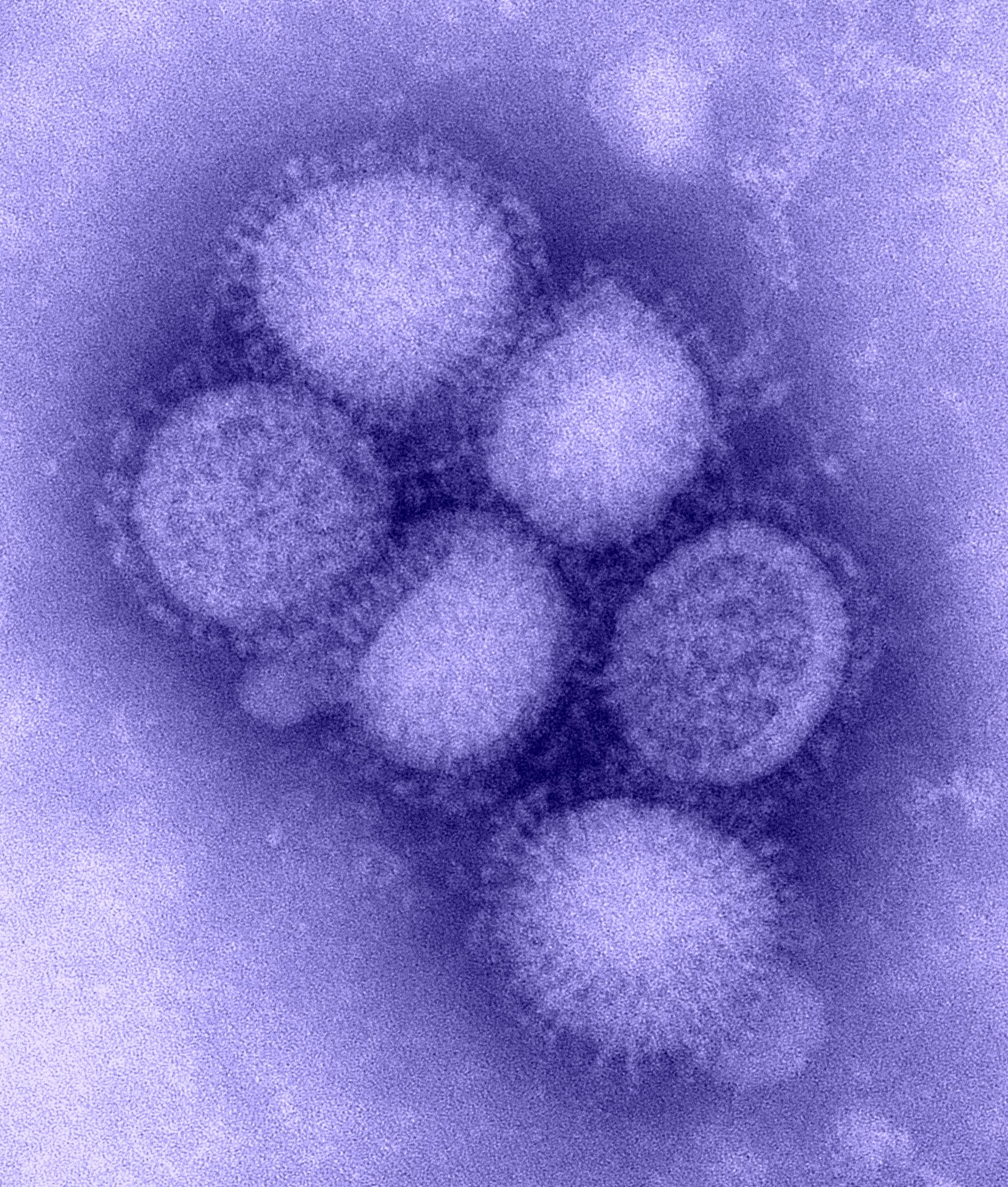
H1N1 vírus

Az A tipusú influenzavírus altípusainak előfordulása az emberben

A H1N1 az A típusú influenzavírus egyik altípusa, az emberi influenza leggyakoribb okozója. Egyes törzsei az emberi populációkban is endemikusak (külső behatás nélkül jelenlévők), ezek okozzák az influenzaszerű betegségek és a szezonális influenza kis részét. Vannak sertésekben (sertésinfluenza) és madarakban (madárinfluenza) endemikus H1N1 törzsek is.
2009 júniusában az Egészségügyi Világszervezet bejelentette, hogy a H1N1 új törzse pandémiát okozott. Mivel az új vírus sertésekből eredt, sokáig sertésinfluenzának nevezték.
A H1N1 influenza altípus nevében a „H” a haemagglutinin proteinre, az „N” a neuraminidáz proteinre utal. Számos különböző törzzsé mutálódott, köztük a spanyolnátha vírusa, enyhe emberi influenzák vírusai, járványos sertésinfluenza törzsek és a madarakban talált különböző törzsek.
Ezek közül a spanyolnátha 50–100 millió ember életét követelte. Az influenzát okozó H1N1 törzsek általában alacsony patogenitásúak. A 2009-ben megjelent új vírus azonban az esetek egy részében az influenzánál megszokottnál súlyosabb megbetegedést okozhat.
Amikor 2005-ben az emberi influenza más vírusaihoz hasonlították az 1918-as vírust, kiderült, hogy a vírus 4400 aminosavja közül csak 25-30 mutatott eltérést – ennyi már elég volt hozzá, hogy a madárinfluenza vírusa emberek közt is terjedővé váljon.

## Sertésinfluenza
A sertésinfluenzát, amelynek nevét kezdetben a 2009-ben megjelent H1N1 vírusra használták, valójában többfajta influenza vírus okozhatja (amelyek közül a sertésekben endemikusakat sertésinfluenza vírusoknak – nemzetközi rövidítéssel SIV – nevezik). A 2009-ben ismert SIV vírusok közt vannak C típusú influenza vírusok is, az A típusúak közül pedig a H1N1-en kívül a H1N2, a H3N1, a H3N2 és a H2N3.
A sertéspopulációkban ezek az egész világon elterjedtek. Emberre való átterjedésük nem gyakori, és még akkor is gyakran csak antitestek termelődéséhez vezetnek az emberi vérben megbetegedés nélkül. Ha a sertésinfluenza vírus mégis emberi megbetegedést okoz, zoonotikus sertésinfluenzának nevezik. Az ilyen fertőzéseknek különösen azok vannak kitéve, akik gyakran vannak sertések közelében. Az állatok megfelelően megfőzött húsa nem fertőz.
A zoonotikus sertésinfluenza tünetei hasonlóak az influenzaszerű megbetegedések tüneteihez. A sertésekről emberre átterjedt influenza ritkán fertőz tovább emberek közt.

## A spanyolnátha

Az 1918-as spanyolnáthajárvány terjedése

A H1N1 egy különlegesen virulens törzse okozta 1918 márciusa és 1920 májusa közt a spanyolnátha pandémiát, amely az emberiség történetének egyik legpusztítóbb járványa volt: világszerte 50-100 millió embert ölt meg.
A vírus azért volt olyan pusztító, mert az emberi szervezetben az immunrendszer túlzott reakcióját váltotta ki, az úgynevezett citokin vihart. Az immunrendszer citokinok (jelzőmolekulák) tömegét bocsátotta a tüdő szöveteibe, emiatt fehérvérsejtek özönlöttek oda, károsítva a tüdőszöveteket és vizenyőt okozva, ami megakadályozta a légzést. Más pandémiáktól eltérően, amelyek főképp az öregekkel és a gyerekekkel végeztek, a spanyolnátha nagy számban végzett fiatal felnőttekkel, akiknek erős volt az immunrendszere és ezért erős védekező reakciót produkált.
A járvány azért kapta a spanyolnátha nevet, mert Spanyolország volt az egyetlen európai ország, ahol az áldozatokról folyamatosan jelentéseket közöltek, miközben más országokban ezt nem engedték szerepelni a hírekben, hogy megelőzzék a pánikot.

## A Fort Dix-i járvány
1973-ban egy új H1N1 sertésinfluenza vírus járványt okozott a Fort Dix katonai bázison az Egyesült Államokban, amelyben 13 katona betegedett meg, és közülük egy meghalt. A vírust január 19. és február 9. közt észlelték, és nem terjedt Ford Dixen kívülre.

## A 2009-es járvány
2009 áprilisában a H1N1 egy változata - amely a H1N1/09 pandemikus vírus (vagy új H1N1 influenza vírus) nevet kapta - halálos áldozatokkal járó megbetegedéseket okozott Mexikóban. Az első jelentések több mint száz áldozatról szóltak, bár a számok később változtak. A kór átterjedt az Egyesült Államokra, majd más kontinensekre is, köztük Európába. A WHO május 18-ai adatai szerint a laboratóriumi vizsgálatokkal megerősített esetek száma 40 országban 8829 volt, és 74-en haltak meg, többségük Mexikóban, a nemzeti egészségügyi hatóságok által a WHO számára szolgáltatott tájékoztatás alapján.

## A Járvány Terjedése Szomszédos Országokban
Szomszédos országaink közül Ukrajnában volt a legsúlyosabb a helyzet. A vírus 2009 júniusában jelent meg, és 2009. november 1-jére négy nyugat-ukrajnai megyében már 81 ezer ember szenvedett vírusos eredetű légzőszervi megbetegedésben, és 2341 embert ápoltak kórházban. A vírus feltehetően 48 ember halálát okozta addig. November 13-ára Ukrajnában tovább súlyosbodott a helyzet: a kórházakban 65 600 beteget ápoltak influenza miatt, közülük 392-en intenzív kezelésre, 60-an pedig mesterséges lélegeztetésre szorultak. A járvány kezdete óta 1,25 millióan betegedtek meg Ukrajnában, és 239-en hunytak el. November 18-ára Ukrajnában tovább növekedett a megbetegedések száma. A hivatalos nyilatkozat szerint a járvány kezdete óta összesen 1,4 millió megbetegedést regisztráltak, és a halálos áldozatok száma 328-ra emelkedett.

## Lappangási Idő és Megelőzés
Az új vírus lappangási ideje az Országos Epidemiológiai Központ tájékoztatója szerint maximum hét nap, fertőzőképessége pedig a betegség kezdetét megelőző naptól a kezdetét követő hetedik napig tart.
Az új vírus megelőzésére az Egészségügy Minisztérium oltópontokat állított fel, melyek listáját a járvány hivatalos oldalatette közzé. Az oltás szükségessége heves vitákat kavart a lehetséges mellékhatások miatt, ám a nemzetközi ajánlások szerint érdemes oltatni a régi és az új típusú influenza vírus ellen is. Az esetek néhány százalékában előfordulhat fejfájás, hőemelkedés vagy enyhe rossz közérzet.

## Fordítás
- Ez a szócikk részben vagy egészben az Influenza A virus subtype H1N1 című angol Wikipédia-szócikk ezen változatának fordításán alapul.  Az eredeti cikk szerkesztőit annak laptörténete sorolja fel. Ez a jelzés csupán a megfogalmazás eredetét és a szerzői jogokat jelzi, nem szolgál a cikkben szereplő információk forrásmegjelöléseként.